# 17. januar
17. januar je 17. dan leta v gregorijanskem koledarju. Ostaja še 348 dni (349 v prestopnih letih).

## Dogodki
- 1773 – James Cook prekorači južni polarni krog
- 1896 – Javnosti je prvič predstavljen rentgen izumitelja H.L.Smitha
- 1925 – Centralni komite Komunistične partije ZSSR odstavi Trockega
- 1929 – Prvič se predvaja risanka E.C.Segarja Popaj.
- 1977 – Gary Mark Gilmour usmrčen kot prvi po ponovni uvedbi smrtne kazni v ZDA
- 1979 – plebiscit za večjo avtonomijo Grenlandije znotraj Danske
- 1991 – začetek vojaške operacije Puščavski vihar za osvoboditev Kuvajta izpod iraške zasedbe
- 1995 – potres v Kobeju in Osaki zahteva 6.000 smrtnih žrtev

## Rojstva
- 1194 – Majnhard III., goriški in tirolski (I.) grof († 1258)
- 1250 – Roger iz Laurije, sicilsko-aragonski admiral († 1305)
- 1342 – Filip Drzni, burgundski vojvoda, francoski regent († 1404)
- 1600 – Pedro Calderón de la Barca, španski dramatik, pesnik († 1681)
- 1706 – Benjamin Franklin, ameriški fizik, pisatelj, državnik († 1790)
- 1712 – Charles John Stanley, angleški skladatelj († 1786)
- 1798 – Auguste Comte, francoski pozitivistični filozof in sociolog († 1857)
- 1820 – Anne Brontë, angleška pisateljica († 1849)
- 1837 – François Lenormant, francoski arheolog, numizmatik († 1883)
- 1840 – Paul Meyer, francoski jezikoslovec († 1917)
- 1847 – Nikolaj Jegorovič Žukovski, ruski matematik, fizik († 1921)
- 1899 – Alphonse Gabriel »Al« Capone, ameriški gangster († 1947)
- 1931 – James Earl Jones, ameriški filmski igralec
- 1937 – Alain Badiou, francoski filozof
- 1938 – Percy Qoboza, južnoafriški novinar († 1988)
- 1942 – Muhammad Ali, ameriški boksar († 2016)
- 1949 – Andrew Geoffrey »Andy« Kaufman, ameriški komik († 1984)
- 1962 – Jim Carrey, kanadski filmski igralec, komik
- 1954 – Robert F. Kennedy ml., ameriški politik, okoljski pravnik in aktivist
- 1964 – Michelle Obama, žena ameriškega državnika Baracka Obame
- 1969 – DJ Tiësto (Tijs Verwest), nizozemski DJ/producent
- 1971 – Richard Burns, angleški avtomobilski dirkač († 2005)

## Smrti
- 356 – sveti Anton Puščavnik, koptski menih (* 251)
- 395 – Teodozij I., vzhodnorimski cesar (* 346)
- 1119 – Balduin VII., flandrijski grof (* 1095)
- 1156 – André de Montbard, 5. veliki mojster templarjev (* 1103)
- 1229 – Albert iz Buxthoevna, nemški škof Rige, vojskovodja, križar (* 1165)
- 1252 – Bohemond V. Antiohijski, knez Antiohije in grof Tripolija   (* 1199)
- 1284 – Aleksander Škotski, kronski princ (* 1264)
- 1305 – Roger iz Laurije, siciljansko-aragonski admiral (* 1250)
- 1318 – Ervin iz Steinbacha, nemški arhitekt in gradbeni mojster (* 1244)
- 1334 – Ivan Bretonski, angleški plemič, 4. grof Richmond (* 1266)
- 1345:
  - Enrico d'Asti, titularni latinski patriarh Konstantinopla, križar
  - Martino Zaccaria, vladar Iosa, ahajski baron, križar
- 1369 – Peter I. Lusignanski, ciprski kralj (* 1328)
- 1468 – Gjergj Kastrioti - Skenderbeg, albanski voditelj (* 1405)
- 1598 – Fjodor I., ruski car (* 1557)
- 1686 – Carlo Dolci, italijanski slikar (* 1616)
- 1736 – Matthäus Daniel Pöppelmann, nemški arhitekt (* 1662)
- 1751 – Tomaso Albinoni, italijanski skladatelj (* 1671)
- 1861 – Marie Dolores Eliza Rosanna Gilbert - Lola Montez, irska avanturistka, plesalka, igralka (* 1821)
- 1863 – Émile Jean-Horace Vernet, francoski slikar (* 1789)
- 1874 – Čang in Eng Bunker, siamski dvojčici (* 1811)
- 1890 – Salomon Sulzer, avstrijski skladatelj judovskega rodu (* 1804)
- 1938 – William Henry Pickering, ameriški astronom (* 1858)
- 1946 – Clarence Erwin McClung, ameriški zoolog (* 1870)
- 1950 – Hatano Seiči [Hatano Seiichi], japonski filozof in religiolog (* 1877)
- 1961 – Patrice Emery Lumumba, predsednik vlade DR Kongo (možen datum smrti je tudi 18. januar) (* 1925)
- 1964 – Terence Hanbury White, indijsko-angleški pisatelj (* 1906)
- 1988 – Percy Qoboza, južnoafriški novinar (* 1938)
- 1991 – Olav V., norveški kralj (* 1903)
- 1997 – Clyde William Tombaugh, ameriški astronom (* 1906)
- 2002:
  - France Križanič, slovenski matematik (* 1928)
  - Camilo José Cela Trulock, španski pisatelj, nobelovec 1989 (* 1916)
- 2005 – Žao Zijang, kitajski voditelj (* 1919)
- 2008 – Bobby Fischer, ameriški šahist (* 1943)
- 2024 – Jurij Souček, slovenski dramski igralec (* 1929)

## Goduje
- sveti Anton Puščavnik
- sveti Sulpicij